# マスプロ美術館
マスプロ美術館は、愛知県日進市にあるマスプロ電工の企業博物館（美術館）である。

## 概要
マスプロ電工創業者の端山孝が収集した美術品を展示するもので、1975年（昭和50年）3月に開館。2002年（平成14年）11月6日にはマスプロ電工の新社屋の竣工に伴い本社2階に新マスプロ美術館として開館した。また、企業博物館のMASPROミュージアムが併設されている。
館内の展示スペースは陶磁器コーナーと浮世絵コーナーの2つに分けられ陶磁器コーナーには瀬戸や美濃の古陶磁、有田の古磁器約80点を所蔵・展示。浮世絵コーナーには、文明開化・江戸期の浮世絵約2,000点を収蔵しており、常時約600点を展示している。
2020年10月30日には展示品を一新し、リニューアルオープンしている。PIXPRO 360で作成されたVRマップがHPで公開された。

## 主な収蔵作品
陶磁器
- 輪花茶碗『馬蝗絆』（青磁）
- 四ツ目垣門絵茶碗 銘『夕陽』（美濃焼、赤志野）
- 鉄釉印花3筋四耳壷 （瀬戸焼）

浮世絵
- 『中山富三郎の宮城野』（東洲斎写楽）
- 『扇屋内 瀧川』（一楽亭栄水）
- 『六玉川・井出の玉川』（鈴木春信）
- 『東京名所之内銀座通煉瓦造鉄道馬車往復図』（三代広重）
- 『横浜波止場ヨリ海岸通異人館之真図』（三代広重）
- 『東京銀座通電気燈建設之図』（歌川重清）

## 交通アクセス
- 名古屋市営地下鉄鶴舞線「赤池駅」で名鉄バス日進中央線に乗り換え「浅田東」バス停で下車[6]。